# Dichotomius
Dichotomius là một chi bọ cánh cứng thuộc họ Scarabaeidae.

## Hình ảnh

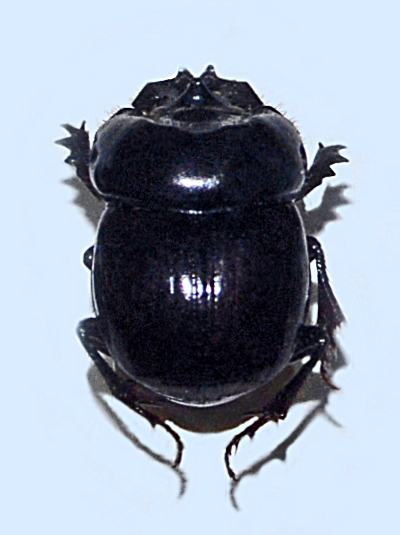